# Reynier van Gherwen

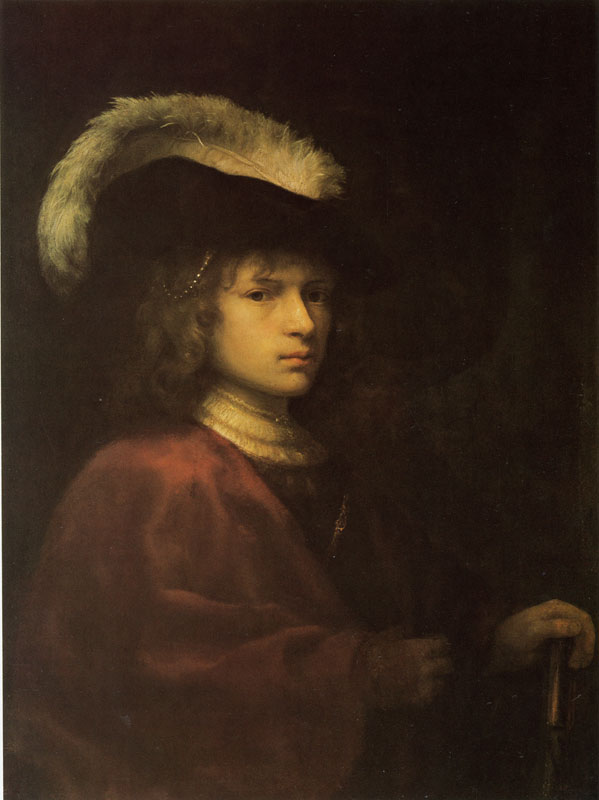
Reynier van Gherwen

Reynier van Gherwen (* zwischen 1610 und 1630 in Leiden; † vor dem 1. März 1662 in Leiden) war ein holländischer Maler.
Reynier van Gherwen gehört zu jener Gruppe von holländischen Malern, bei denen die Forschung annimmt, dass sie vielleicht Schüler von Rembrandt gewesen sind, ohne dass dies irgendwo dokumentiert oder sonst wie verbürgt ist. Gegen 1659 war er Mitglied der Malergilde in Den Haag. Seine Werke stehen Rembrandt nahe und wurden in der Vergangenheit häufig diesem oder Ferdinand Bol zugeschrieben.

## Werke
- Braunschweig, Herzog Anton Ulrich-Museum
  - Jüngling mit Federhut.
- Budapest, Szépmüvézeti Muzeum
  - Christus vor Pilatus.
- Wien, Kunsthistorisches Museum
  - Bildnis eines Jünglings.
- Verbleib unbekannt
  - Ungleiches Liebespaar. (am 12. Dezember 2001 bei Bonhams Knightsbridge in London versteigert)